# Alcantarilha e Pêra
Alcantarilha e Pêra (llamada oficialmente União das Freguesias de Alcantarilha e Pêra) es una freguesia portuguesa del municipio de Silves, distrito de Faro.

## Historia
Fue creada el 28 de enero de 2013 en aplicación de una resolución de la Asamblea de la República de Portugal promulgada el 16 de enero de 2013 con la unión de las freguesias de Alcantarilha y Pêra, pasando su sede a estar situada en la antigua freguesia de Alcantarilha.

## Demografía
| Gráfica de evolución demográfica de Alcantarilha e Pêra entre 2011 y 2021 |
|                                                                           |
| Datos según el nomenclátor publicado por el INE portugués.                |